# Symfonie nr. 9 (Vaughan Williams)
Ralph Vaughan Williams componeerde zijn Symfonie nr. 9 in E Mineur gedurende 1956 en 1957. Hij reviseerde het werk in 1958.

## Geschiedenis
De symfonie werd geschreven in Londen, maar ook tijdens vakanties van RVW en zijn tweede vrouw Ursula op Majorca in de zomer van 1956 en op het landhuis Ashmansworth van zijn vriend Gerald Finzi en diens vrouw Joyce.
De componist had in oorsprong het idee om een symfonie te schrijven met als basis de roman Tess of the d'Urbervilles van Thomas Hardy en het leven in de omgeving van Salisbury. De oorspronkelijke manuscripten vermelden boven deel (1) Wessex prelude, boven het tweede deel komt de naam Tess veelvuldig voor. Het slot van deel twee wordt omschreven als de ophanging van Tess. Deel (3) kreeg als werktitel Landscape. Later liet RVW het idee los en deze negende symfonie ging programmaloos de wereld in. Na deze symfonie begon RVW nog aan een nieuwe opera, maar die bleef onvoltooid.

## Muziek
De symfonie kent de traditionele opbouw van de symfonie in vier delen:
1. Moderato maestoso
2. Andante sostenuto
3. Scherzo (Allegro pesante)
4. Andante tranquillo.

In delen van de symfonie recyclede RVW materiaal van hemzelf en componeerde hij nieuwe muziek. Het eerste deel is terug te voeren op een orgelpartij in Bachs Matthaeus Passion. Het begin deel twee is een bewerking van een niet-uitgegeven werk van de componist zelf, The Solent, en dateert uit 1903. De stemming van de muziek is aan schommelingen onderhevig. Passages die eerst optimistisch van klank zijn, komen in hun herhaling als droevig en dreigend terug. Wat dat betreft is de symfonie een goede weergave van het uitzicht op de Engelse landschappen. Eerst volop zon en dan direct opgevolgd door zware bewolking.

## Orkestratie
- 3x dwarsfluit waaronder piccolo, 2x hobo, Engelse hoorn, 2x klarinet, basklarinet, 2x fagot, contrafagot
- 4x hoorn, 2x trompet, 3 trombone, 1 tuba;
- pauken, glockenspiel, drums, xylofoon, gong, tamtam,
- celesta en 2x harp, 2x altsaxofoon, 1x tenorsaxofoon, 1 flugelhorn
- strijkers

Het gebruik van de saxofoons en flugelhorn vond men destijds opvallend (zie Meningen).

## Première
De première van deze 9e symfonie werd gegeven door het Royal Philharmonic Orchestra onder leiding van dirigent Malcolm Sargent op 2 april 1958. Het werk is opgedragen aan het orkest van de première. Sargent speelde het werk opnieuw, maar dan met het BBC Symphony Orchestra tijdens de Proms op 5 augustus 1958, 21 dagen voordat de componist overleed. Op zijn sterfdag stond de laatste symfonie van RVW op de lessenaar om opgenomen te worden door Adrian Boult en het London Philharmonic Orchestra.

## Meningen
Deze symfonie van 1958 werd wisselend ontvangen. Door de vele stemmingswisselingen kreeg men geen vat op het werk. Critici vonden in dit werk de bevestiging van wat zij toch al vonden; RVW kon goede symfonieën componeren en een niet onbelangrijk detail, RVW bevestigde ook het 9e Symfonie-syndroom. Door deze nietszeggende zaken kwam de nadruk te liggen op het gebruik van de saxofoons en flugelhorn. Diverse critici vonden het maar vreemd en niets toevoegen aan de muziek. RVW vond dat deze muziekinstrumenten verwaarloosd werden in het klassieke repertoire en vond ze juist wel passen in zijn soms statige muziek. De bespeler van de flugelhorn tijdens de première David Mason snapte alle aandacht voor de partij niet; het gebruik van de flugelhorn en de discussie daarover overschaduwde de meningsvorming over het werk als geheel.
De appreciatie voor de symfonie groeide in weerwil van bovenstaande. De symfonie werd steeds meer gezien als een van zijn betere symfonieën. De gezaghebbende The New Grove Dictionary of Music and Musicians omschreef het als het beste werk met nadruk op het eerste en vierde deel uit de nadagen van RVW .
Het werk werd uitgevoerd op de Proms op 26 augustus 2008 door het BBC Symphony Orchestra onder leiding van Andrew Davis. Het concert bevatte puur RVW-repertoire, het was een concert ter nagedachtenis aan de 50e sterfdag van de componist. Andere werken waren zijn beroemde Fantasie op een thema van Thomas Tallis (voorafgegaan door het thema van Thomas Tallis), zijn ballet Job en Serenade to Music op teksten van Shakespeare. Het verschil in dynamiek, dat het werk zijn karakter geeft, kwam niet goed over op televisie. Inleiders en commentatoren waren echter lovend over dit werk, dat niet vaak wordt uitgevoerd. Ook toen waren de meningen achteraf verdeeld.
Er bestaan vijftien opnamen van dit werk (stand oktober 2020), waaronder uitvoeringen onder leiding van Sir Malcolm Sargent, Leopold Stokowski, Sir Adrian Boult, Bernard Haitink en Andrew Davis.